# Samsung Galaxy S24
El Samsung Galaxy S24 és una sèrie de telèfons intel·ligents de gamma alta basats en Android dissenyats, desenvolupats, fabricats i comercialitzats per Samsung Electronics com a part de la seva sèrie insígnia Galaxy S. Col·lectivament serveixen com a successors de la sèrie Samsung Galaxy S23. Els telèfons es van anunciar el 17 de gener de 2024 a Galaxy Unpacked, juntament amb Galaxy AI, a San Jose, Califòrnia. Els telèfons es van llançar posteriorment el 31 de gener de 2024.

## Sèrie
La sèrie Galaxy S24 inclou tres dispositius, que comparteixen la mateixa línia i mides de pantalla que la sèrie anterior Galaxy S23. El Galaxy S24 d'entrada inclou un pla de 6,2 polzades (155 mm). El Galaxy S24+ inclou un maquinari similar en un 6,7 polzades més gran (168 mm) factor de forma. A la part superior de la línia, el Galaxy S24 Ultra compta amb un pla de 6,8 polzades (173 mm). S24 i S24+ funcionen amb Snapdragon 8 Gen 3 als EUA, Canadà, Xina, Macau, Hong Kong, Taiwan i un Samsung Exynos 2400 a la resta del món, inclosa Corea del Sud, Japó, mentre que l'S24 Ultra està equipat amb Snapdragon 8 Gen 3 a tots els mercats.

## Disseny
Els Galaxy S24 i S24+ presenten versions d'alumini i estan disponibles en quatre colors estàndard: groc ambre, gris marbre, violeta cobalt i negre ònix, amb tres colors addicionals disponibles només a través del lloc web de Samsung: verd jade, blau safir i taronja gres. El S24 Ultra compta amb versions de titani d'aquests colors.

## Programari
Els telèfons Samsung Galaxy S24 es van llançar amb Android 14 amb el programari One UI 6.1 de Samsung. Samsung ha promès 7 anys de pegats de seguretat i 7 generacions d'actualitzacions del sistema operatiu.
Utilitzen l'IA generativa Gemini Nano al dispositiu de Google, que ja utilitza el Pixel 8 Pro.